# Umbilicaria decussata
Umbilicaria decussata är en lavart som först beskrevs av Dominique Villars, och fick sitt nu gällande namn av Alexander Zahlbruckner. Umbilicaria decussata ingår i släktet Umbilicaria och familjen Umbilicariaceae.  Arten är reproducerande i Sverige. Inga underarter finns listade i Catalogue of Life.